# Rotundabaloghia rotunda
Rotundabaloghia rotunda es una especie de arácnido del orden Mesostigmata de la familia Uropodidae.

## Distribución geográfica
Se encuentra en Brasil.